# Cantó de Piney
El cantó de Piney és un antic cantó francès del departament de l'Aube, situat al districte de Troyes. Té 11 municipis i el cap és Piney. Va desaparèixer el 2015.

## Municipis
- Assencières
- Bouy-Luxembourg
- Brévonnes
- Dosches
- Géraudot
- Luyères
- Mesnil-Sellières
- Onjon
- Piney
- Rouilly-Sacey
- Val-d'Auzon

## Història
| Data d'elecció                           | Identitat       | Partit                     | Qualitat |
| ---------------------------------------- | --------------- | -------------------------- | -------- |
| 1945-1958                                | M. Touche       | radical                    |          |
| 1958-197.                                | Adolphe Broquin | Centrista                  |          |
| 197.-1988                                | Robert Six      | Centrista, després RPR     |          |
| 1988-2015                                | Dominique Voix  | Divers droite, després UDI |          |
| les dades anteriors no són pas conegudes |                 |                            |          |
|                                          |                 |                            |          |

## Demografia
| A partir de 1990: Població sense dobles comptes |